# Parlamentswahl in Belarus 2012
- KPB: 3
- RPTS: 1
- BAP: 1
- Unabhängige (regierungstreu): 104
- Vakant: 1

Die Parlamentswahl in Belarus 2012 fand am 23. September statt. Der Termin wurde durch den diktatorisch regierenden Präsidenten Aljaksandr Lukaschenka festgelegt. Wahlberechtigt waren rund sieben Millionen Menschen. Dem vorläufigen amtlichen Endergebnis zufolge wurden bei einer Wahlbeteiligung von 74,2 % bereits im ersten Wahlgang 109 der 110 Mandate vergeben. Nur in einem Wahlkreis fand eine Stichwahl statt. Die Wahlen wurden international kritisiert.

## Wahlverfahren

Wahlkreiseinteilung von Belarus

Auf die insgesamt 110 zu vergebenden Mandate im Repräsentantenhaus bewarben sich rund 300 Kandidaten. Das Wahlverfahren war die gleiche und geheime Direktwahl. Es war möglich, schon ab dem 18. September, fünf Tage vor dem Wahlsonntag, abzustimmen. Die offizielle Begründung dafür lautete, dass so mehr Belarussen ihr Wahlrecht wahrnehmen könnten. So gingen schon am ersten Tag der Abstimmung über die Hälfte der Wahlberechtigten zur Wahl. Der lange Wahlzeitraum macht allerdings auch eine Wahlbeobachtung schwierig.
Gewählt wurde nach dem absoluten Mehrheitswahlrecht. Falls kein Kandidat die absolute Stimmenmehrheit erreichte, fand zwei Wochen später eine Stichwahl statt. Registrierte politische Parteien konnten Kandidaten aufstellen. Parteilose Personen konnten ebenfalls kandidieren, wenn sie mindestens 1000 Unterstützerstimmen vorweisen konnten.

## Kandidaten
Die teilnehmenden Parteien waren unter anderem Belaja Rus, die Agrarpartei, die Kommunistische Partei von Belarus sowie die oppositionelle Partei der Kommunisten und die Bewegung „Für Freiheit“ vom Belarussischen Unabhängigen Block. Die beiden größten Oppositionsparteien, die Vereinigte Bürgerpartei und die Partyja BNF (auch bekannt als „Belarussische Nationale Front“), boykottierten die Wahl und haben sich von den Stimmzetteln streichen lassen. Auch der Schriftsteller und Oppositionspolitiker Wladimir Nekljajew, der an der Präsidentschaftswahl 2010 teilgenommen hat, hat überlegt, die Wahl zu boykottieren. Seine Bewegung „Sag die Wahrheit“ solle nicht das „Feigenblatt“ sein, mit dem Lukaschenka dem Urnengang den Anschein von Legitimität geben könne.
Nach Aussage der Organisation Reporter ohne Grenzen würden Oppositionelle schon für die Erwähnung des geplanten Wahlboykotts in sozialen Netzwerken bestraft. Die von Mikalaj Statkewitsch angeführte Belarussische Sozialdemokratische Partei (Narodnaja Hramada) sowie das Bündnis von Ales Michalewitsch durften nicht zur Wahl antreten.

## Ergebnis
Die Agrarpartei und die Republikanische Partei für Arbeit und Gerechtigkeit gewannen jeweils einen Sitz. Die meisten Mandate gewann die Kommunistische Partei von Belarus, die drei Sitze erhielt. Die anderen Abgeordneten waren keine Parteimitglieder. Es zog kein einziger Oppositioneller ins Parlament ein.

## Kritik
Die Wahlen wurden international kritisiert. Oppositionelle und Journalisten wurden im Wahlkampf behindert. Die Opposition in Belarus bezifferte die Wahlbeteiligung auf lediglich 38 Prozent, damit wäre die Wahl ungültig.